# Pápai Páriz Ferenc

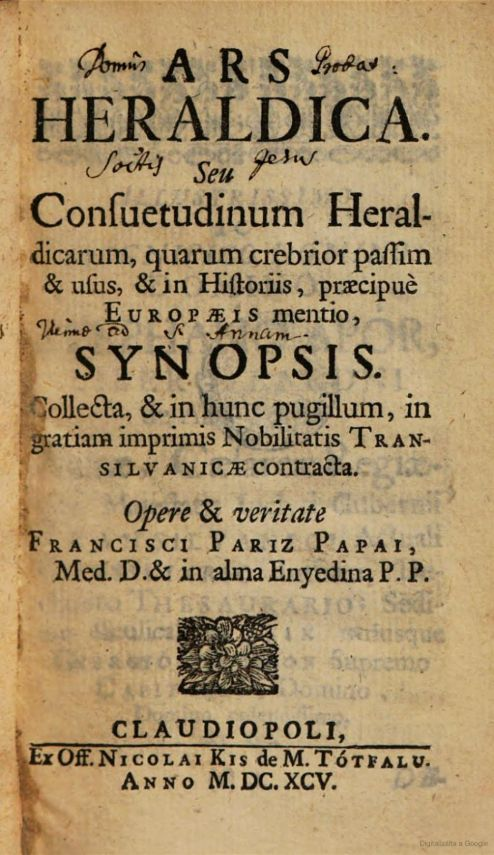
Ars heraldica, 1695

Pápai Páriz Ferenc (Dés, 1649. május 10. – Nagyenyed, 1716. szeptember 10.) tanár, az orvoslás és a filozófia doktora.

## Élete
Pápai Páriz Imre református lelkész író és Kávási Krisztina fia. Nagyatyja Páriz Ferenc polgár és kereskedő volt Pápán, innét vette a család a Páriz-Pápai nevet. Tanulmányait a dési református iskolában kezdte, Fogarasi Mátyás keze alatt. Édesapjával, aki II. Rákóczi György erdélyi fejedelem első udvari lelkésze lett, Gyulafehérvárra költözött, és ott folytatta a tanulást. 1663. június 6-án anyja, 1667. május 8-án pedig apja is meghalt, a családot rokonok és jó barátok vették gondviselésük alá, s őt Marosvásárhelyre adták iskolába. A gimnáziumi osztályok elvégzése után pedig Nagyenyedre a Bethlen-kollegiumba vitték, ahol olyan tanárok tanították, mint Csernátoni Pál, Nadányi János, Csengery István és Enyedi Sámuel.
Ezután jó tanulmányi eredményeinek elismeréseképp külföldi egyetemekre küldték; 1672. március 11-én indult útjára, május 1-jén érkezett Boroszlóba. Lipcsében orvosi tudományokat tanult, majd eljutott Odera-Frankfurtba és Marburgba is. Heidelbergben a filozófia doktorrá avatták, de a heidelbergi akadémia által felkínált tanári állást nem fogadta el. Bázelben tanult tovább két évig, tanárai Johann Heinrich Glaser (Glaserus), Zwinger, Wettstein, Bauhin és Hoffman voltak. 1674. október 20-án orvosdoktori címet kapott, valamint a bázeli orvosi kar ülnöke lett. Barátságot kötött Hottinger teológussal és Muralt orvosdoktorral valamint Peyer Konráddal. 1675-ben tért vissza Magyarországra, ahol Kolozsvár és Debrecen is szívesen alkalmazta volna orvosként, de ő visszautasította az ajánlatot, csakúgy mint Nagyenyedét. Bihar vármegye orvosa lett.
1676. március 24-én feleségül vette Zöldi Katát Debrecenben. 1677. március 13-án Teleki Mihály meghívta Bornemissza Anna fejedelemnő udvari orvosának, 1678. szeptember 20-án fölajánlották neki a nagyenyedi Bethlen-kollegiumban a görög nyelv, a filozófia és természettan tanszékét, melyet elfogadott és 1680. január 4-én beiktatták hivatalába. 1685. augusztus 25-én Szentmiklóson megbetegedett, felesége 5 hétig ápolta sikerrel, de utána ő lett beteg és október 19-én meghalt.
1686. március 7-én újraházasodott Székhalmi Annával Tordán. Bornemissza Anna halála után I. Apafi Mihály fejedelem háziorvosa lett annak haláláig. Nagyenyedben 40 évig dolgozott tanárként 1707 őszétől, másfél évi bujdosása közben Nagykárolyban tartózkodott, ahonnan levelet írt II. Rákóczi Ferenchez segítségért, aki a debreceni bíró által 600 forintot küldött neki.
Arcképe, az eredeti metszet után rajzolta Cserna K., fénynyomatban Dézsi Lajos, P. életrajza mellett. (Ugyanez a Vasárnapi Ujságban 1860, fametszetben).

## Művei
- Disputatio Inauguralis Tribus Consiliis Medicis absoluta, Quam Θεου Μεγαλοιο εκητι Avthoritate et Decreto Magnifici Et Amplissimi Ordinis Asclepiadei Procervm In inclyta … Vniversitate Ravracorvm Pro Summis in Arte Medica Honoribus, Privilegiis, ac immunitatibus Doctoralibus more majorum ritè consequendis Publico, placido Eruditorum Examini, censurae, testimonio exponit Franciscus Pariz de Pápa …Anno M.DC.LXXIV. Basileae
- Sancta Merx Viri Nobilissimi, Excell. Exper. D. Joh. Henrici Glaseri, Phil. & Med. Doctoris ac in… Universitate Basiliensi patria… Profess Publici meritissimi Piè in Domino denati, Oratione Panegyrica Parentali Laudata In Aula Medicorum aestiva Basileae, Anno M.DC.LXXV. Die XV. Martii. Uo. 1675
- Pax Animae, Az az, A' lélek bekessegeröl, es az elme gyönyörüsegeröl való Tracta, Francia Nyelven irattatott Molinaeus Peter által. Ugyan azon Nyelvből Magyarra fordittatott… Kolosvárott, 1680 (De Moulin munkája. 2. kiadás. Uo. 1775)
- Carmen Seculare, Seculô Decimo-Sexto Dei gratia sub tredecim continuis Transylvaniae Principibus Orthodoxis Decurrente & jam Exeunte Dictum Decimo Quarto Michaeli Apafi Secundo Communibus Regni Procerum votus Electo Transylvaniae Principi, Partium Regni Hungariae Domino & Siculorum comiti, à Subjectissimo Cliente F. P. P. Enyedini (Kolozsvár, 1681)
- Rudus Redivivum seu Breves Rerum ecclesiasticarum Hungaricarum juxta & Transylvanicarum inde a prima Reformatione Commentarii. Quâ potuit fidelitate & curâ collecti, expositi, & prout gestae, consignati. Cibinii, 1684
- Pax Corporis, Az az: Az emberi Testnek belső Nyavalyáinak Okairól, Fészkeiről s' azoknak Orvoslásának módgyáról való Tracta. Mellyet mind élő tudós Tanitóinak szájokból, mind a Régieknek tudós Irásokból, mind pedig maga sok Betegek körül való Tapasztalásiból summáson öszveszedett a Házi-Czelédes Gazdáknak és Gazdaszszonyoknak, kik Városokban és falukon láknak, és sok ügyefogyott szegényeknek hasznokra, mennyire lehetett értelmessen, világossan és bővebben Magyar nyelven ki-adott. Kolosvár, 1690 (2. kiadás Lőcse, 1692, 3. bőv. k. Kolosvár, 1695, 4. bőv. k. Lőcse, 1701, a fia P. P. András által újabban kiadatott. Kolozsvár, 1747, 1759, 1774)
- Tristium Levamina impetrata A Musis suppetias venientibus, & directa ad expressum earundem Natum Celsissimvm Michaelem Apafi II. Dei gratiâ Electum Transylvaniae Principem, &c per Humillimum Proxenetam… in alma Enyedina P. P. Opere & Veritate. Claudiopoli, 1694
- Ars Heraldica. Seu Consuetudinum Heraldicarum, quarum crebrior passim & usus, & in Historiis, praecipue Europaeis mentio, Synopsis. Collecta, & in hunc pugillum, in gratiam inprimis Nobilitatis Transylvanicae contracta. Opere & veritate. Uo. 1695
- Pax Aulae. Az-az: Bölts Salomon Egynéhány válogatott Regulainak rövideden való elő-adása mellyek, embernek itt az életben való bölts maga-viselésére, kivált képen a' Méltóságban és Méltóságok előtt, szükségesképen meg-kivántatnak. Rész szerint Frantzia nyelven való Irásból, rész szerint pedig másunnan szedegettek és Magyar nyelven ki-adattattak. Uo. 1696
- Pax Sepulcri. Az az: Idvességes és igen szükséges elmélkedés arról, miképen kellessék embernek mind keresztyénül élni, mind pedig idvességesen meghalni. Német Irásból szedegettetett és e' kisded hordozható formában szoríttatott, az áhétatos együgyü Magyar Keresztyének számára. Uo. 1698 (Ujonnan e nagyobbatska formában világra botsattatott. Uo. 1760. Harmad izben. Ugyanott, 1776)
- Életnek könyve, mellybe bé-iratott példás emlékezetre méltó neve a Nemzetes, Tiszteletes, Tudos M. Totfalusi Kis Miklós uramnak. Uo. 1702. (Első kiadása nem maradt fen. Újra kiadta jegyzetekkel Bod Péter «Erdélyi Féniks» cz. alatt H. n. 1767, az előbeszédben megemlítvén, hogy P. P. ezen versei mind kézirásban, mind nyomtatásban kezében voltak. Közli Dézsi Lajos, P. életrajzában.)
- Ábrahám Pátriárka' Fia Isák És Bathuel Leánya Rebeka Házasságok' Alkalmatosságával lett Beszélgetés Mellyet A Mélt. Ur Erdélyi Fő Cancellarius Grof Bethlen Miklós Uram és Szerelmes Házas-Társa Gróf Rhédei Julia Asszony Mélt. Háza Öröme Napjára Mellyen a Mélt. Gróf Urfi Széki Teleki Sándor Uranak És Mélt. Grof Kis-Asszony Bethlen Julia Isten' Rendelése szerént-való Házassági öszvekelések véghez vitetni fog, köteles jó indulatból, tisztességes és oktató Mulatságra, Magyar Versekben ki-adott és a megnevezett Méltóságoknak alázatosan ajánlott a Nagy Enyedi Kollegiumból, 1703-ban P. P. F. Marosvásárhely, 1704

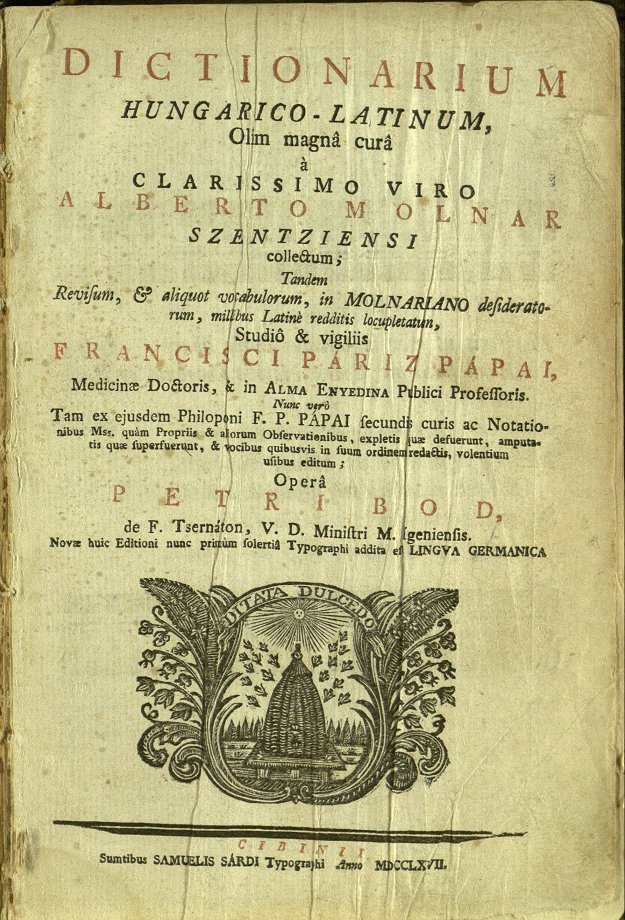
Dictionarium Hungarico-Latinum, Olim magnâ curâ à clarissimo viro (1767)

- Dictionarium Latino-Hungaricum, succum & medullam purioris Latinitatis, ejúsque genuznam in Lingvam Hungaricam conversionem, ad mentem & sensum proprium scriptorum Classicorum, exhibens: Indefesso XV. Annorum labore, subcisivis ab ordinariis negotiis, temporibus collectum, & in hoc Corpus coactum. Leutschoviae, 1708 (Következik külön czímlappal: Dictionarium Hungarico-Latinum, olim magnâ curâ à Clarissimo viro Alberto Molnár Szentziensi collectum; Nunc vero revisum, & aliquot vocabulorum, in Molnariano desideratorum, millibus Latinè redditis locupletatum, Studio & vigiliis Francisci Pariz Papai. Uo. 1708.)  Online hozzéférés. Újabb kiadások: Nagyszombat, 1762, Bod Péter kiadása. Szeben és Pozsony, 1767, 1772, 1801
- Pax Crucis Az az: Szent David Királynak és Prófétának Száz-Ötven Soltari. Mellyek, Azokat a' Szent Léleknek czélja és értelme szerint rövideden megmagyarázó Száz-Ötven Könyörgésekbe, a Soltároknak rendit meg-tartván, béfoglaltattak: és a lélekkel és értelemmel éneklő 's könyörgő Magyar Hiveknek lelki hasznokra ki-adattattak… Tselekedettel és valósággal. Kolosvár, 1710
- Békességet magamnak, másoknak; bev., jegyz. Nagy Géza, ford. Tóth István; Kriterion, Bukarest, 1977
- A Glaserus-i Szent Hagyaték; előszó, jegyz. Szigethy Gábor; Magvető, Bp., 1982 (Gondolkodó magyarok)
- Pax corporis; sajtó alá rend., utószó, jegyz. Szablyár Ferenc; Magvető, Bp., 1984 (Magyar hírmondó)
- Szentpáli N. Ferenc, Felvinczi György, Pápai Páriz Ferenc és Tótfalusi Kis Miklós versei; sajtó alá rend. Varga Imre; Akadémiai, Bp., 1988 (Régi magyar költők tára, XVII. század)
- Dictionarium Latino – Hungaricum et Hungarico – Latino – Germanicum; szöveggond. Hargittay Emil, Kecskeméti Gábor, Thimár Attila; hasonmás kiad.; Universitas, Bp., 1995
- Erdélyi féniks. Tótfalúsi Kis Miklós avagy Profes. Pápai P. Ferentznek a 'könyv nyomtatás' mesterségének találásáról, és folytatásáról, a 'Tótfalusi Kis Miklós' emlékezetére irott versei, mellyeket szükséges és emlékezetes dolgokkal bövitvén ki-botsátani kivánt F. Tsernátoni Bod Péter; A Magyar Nyelv és Kultúra Nemzetközi Társasága – Anyanyelvi Konferencia, Bp., 2002
- A gyulafehérvár-nagyenyedi Bethlen-Kollégium alapítása és története (Illustris Collegii Betleniani Albano-Enyediensis Origo Et Progressus); tan., jegyz. Rácz Emese, ford. Imregh Monika; Erdélyi Múzeum-Egyesület, Kolozsvár, 2016, Online hozzáférés

Alkalmi költeményei: Justa Piis Manibus… Com. Dionisii Banffi… Basileae, 1674, görög verse; Plausus Votivus… Uo. 1674, görög és latin verse; Kopis, Hohannes Dissertatio Textualis… Tigvri Helv., 1675, görög üdvözlő verse; Silvani, Martini Philosophia… Heidelbergae, 1678. görög versei; Jástfalvi Török Georgius, Dissertatio Theologica… Francofurti ad Viadrum, 1711
Naplója 1649–1691-ig latin és magyar szöveggel (Irodalomtörténeti Közl. 1892. 388-98., 499-515. l. Közli Koncz József); Halotti emlékverse Bethlen Elek fölött (M. Tótfalusi K. Miklós, Kegyességgel, betsülettel, közönséges munkával érdemlett igazság koronája. Kolosvár, 1696 cz. munkájában).

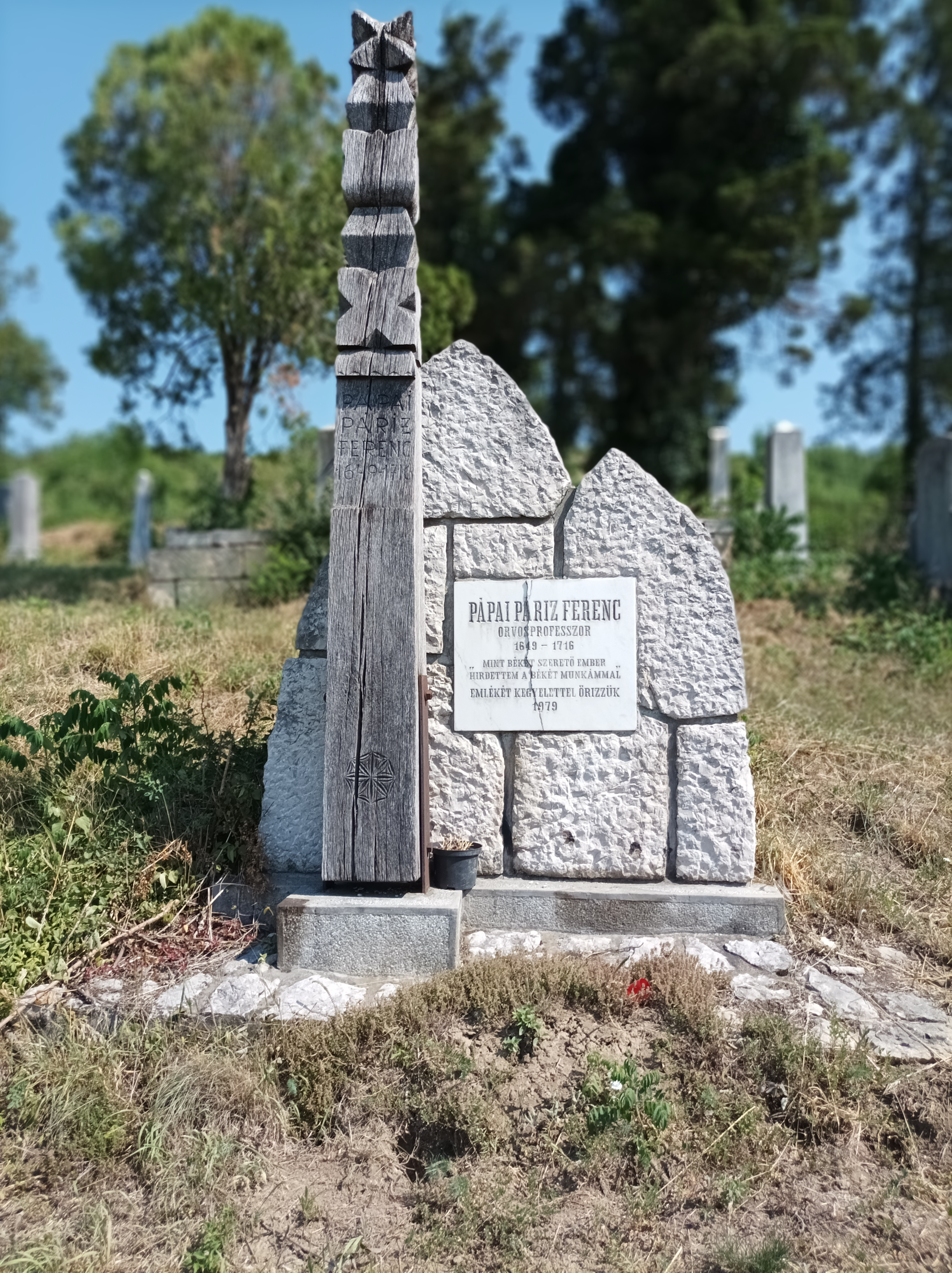
Síremléke a nagyenyedi református temetőben